# Hinsbeck
Hinsbeck ist ein Stadtteil von Nettetal im Kreis Viersen in Nordrhein-Westfalen.

## Geographie
Hinsbeck ist ein staatlich anerkannter Erholungsort und innerhalb der flachen niederrheinischen Landschaft als „Bergdorf“ bekannt. Seine städtebauliche Gestalt wird wesentlich geprägt durch die Lage am Abhang der Hinsbecker Höhen, die dieses Gebiet landschaftlich dominieren. Die am Hang liegende katholische Pfarrkirche St. Peter dominiert das Ortsbild. Hinsbeck liegt am Naturpark Maas-Schwalm-Nette zwei bis drei Kilometer entfernt von den Krickenbecker Seen in der Nähe der deutsch-niederländischen Grenze bei Venlo (NL). Die hügelige Umgebung von Hinsbeck wird auch „Hinsbecker Schweiz“ genannt.

## Geschichte
Die ersten schriftlichen Quellen erwähnen den Ort und Kirche 1221 als Hensbec, 1238 als Heingstbeche, 1288 als Henxbeke und um 1300 als Hengesbeke.
Die Bedeutung der Silbe „beck“ ist Hügel (aus idg. „*bheg“ = biegen, germ. „bah“, wölben) – sie beschreibt die erhöhte Lage des Ortes. Die Silbe „hengst“ hat die Bedeutung von etwas Springendem, einem Pferd (erst ab 15. Jh. männliches Pferd).
Die Landschaft um den Ort sah früher wesentlich anders aus als heute. Die Seen existierten noch nicht, es gab dafür ausgedehnte Moore und Bruchland. Erst im 17. Jahrhundert begann man mit dem großflächigen Torfabbau, wodurch die heutige Krickenbecker Seenlandschaft entstand. Die Hinsbecker Heide war ursprünglich mit Buchen und Eichen bewachsen; die Wälder gingen mit der Zeit durch Holzeinschlag und durch Beweidung zum Großteil verloren. So entstand eine Heidelandschaft; bereits zum Ende des 17. Jahrhunderts waren nur noch kleine Waldreste übrig. In der Mitte des 18. Jahrhunderts begann man mit der Aufforstung mit Kiefern, weite Teile blieben noch bis zum Beginn des 20. Jahrhunderts kahl. Heute hat ein durch Samenflug entstandener Mischwald die Heideflächen nahezu verdrängt. In dieser kargen Landschaft richtete man mehrere Gerichtsstätten ein: Das Landgericht op de Geer, außerdem die Schöffenschlucht und den Galgenberg. Auf der Heide befand sich auch der im Volksmund Hellijepöttsche genannte Amandusbrunnen, von dem aus der heilige Amandus um 647 die Gegend christianisiert haben soll. Im Jahre 1369 umfasste Hinsbeck rund 90 Haushalte, was bei einer angenommenen Zahl von durchschnittlich 8 Personen pro Haushalt etwa 700 Einwohner bedeuten würde.
Im Herbst 1794 begann in Hinsbeck die Franzosenzeit: Französische Truppen besetzten im Ersten Koalitionskrieg das Linke Rheinufer. Am 4. November 1797 bildete Frankreich zur Verwaltung des Gebiets vier Départements. Hinsbeck wurde eine Mairie nach französischem Vorbild und gehörte zum Kanton Wankum im Arrondissement Kleve des Rur-Departements. Nach Napoleons Niederlage in der Völkerschlacht bei Leipzig (Oktober 1813) zogen sich dessen Truppen zügig nach Frankreich zurück. Der gesamte Niederrhein wurde 1814 auf dem Wiener Kongress dem Königreich Preußen zugeschlagen; Hinsbeck kam zum neuen Kreis Geldern. Aus der Mairie Leuth der Franzosenzeit wurde die preußische Bürgermeisterei Hinsbeck.

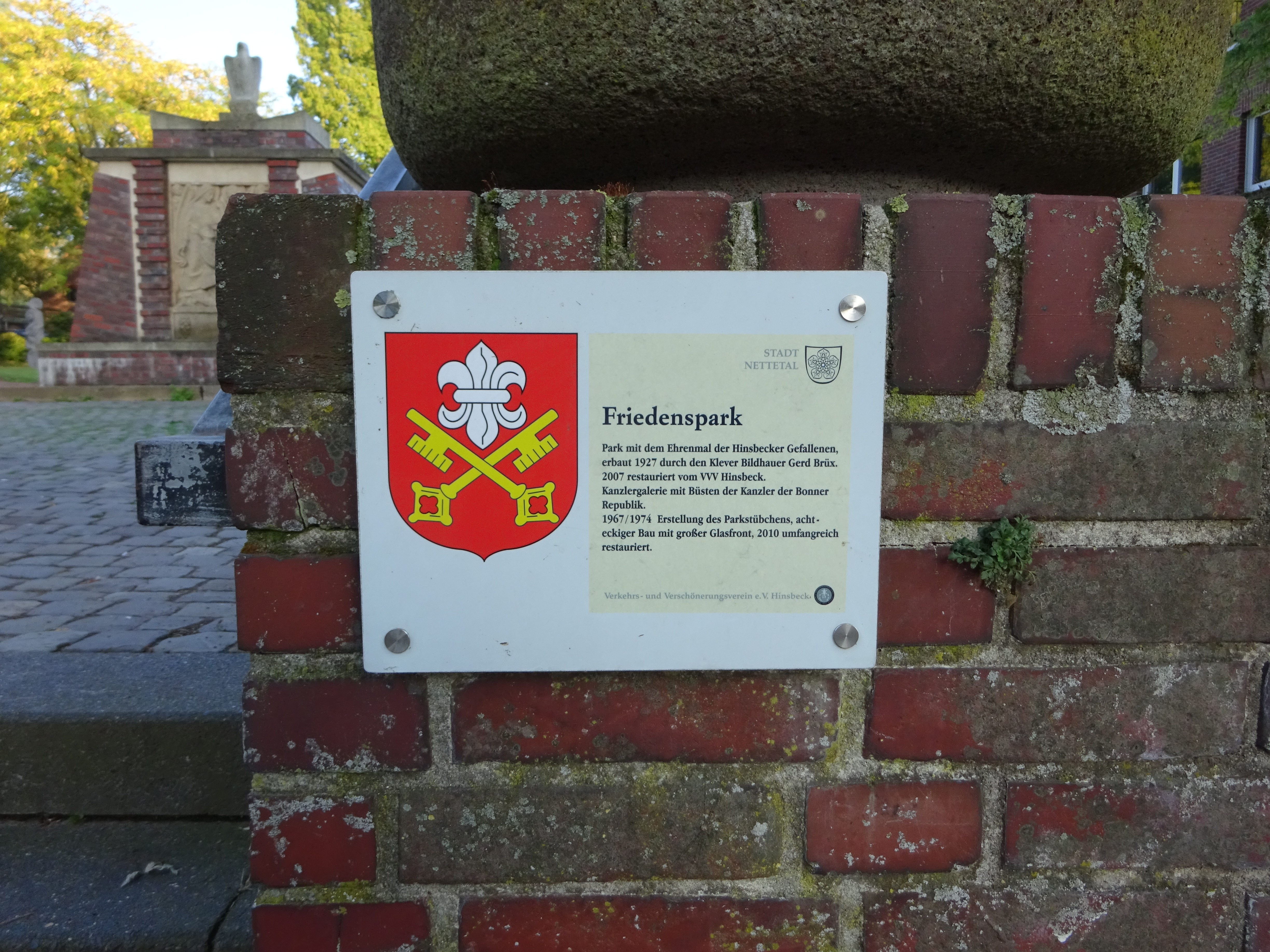

Im Ersten Weltkrieg leisteten 365 Männer Kriegsdienst. 70 von ihnen starben. Am 25. September 1927 wurde ein Kriegerdenkmal eingeweiht. Es steht zentral vor der damaligen Mädchenschule.
1929 wechselte Hinsbeck in den Kreis Kempen-Krefeld.
Hinsbeck wurde am 1. Januar 1970 durch das Gesetz zur Neugliederung des Kreises Kempen-Krefeld nach Nettetal eingemeindet. 1992 eröffnete der Golfclub 'Haus Bey'. Zwei Jugendherbergen liegen am nördlichen Ortsrand.

## Wappen
| Wappen der ehemaligen Gemeinde Hinsbeck, Kreis Kempen-Krefeld | Blasonierung: „In Rot über zwei mit den Bärten nach außen gekreuzten goldenen (gelben) Schlüsseln eine silberne (weiße) Gleve (Lilie).“ |
| Wappen der ehemaligen Gemeinde Hinsbeck, Kreis Kempen-Krefeld | Wappenbegründung: Das von Wolfgang Pagenstecher entworfene Wappen wurde am 2. Mai 1952 vom nordrhein-westfälischen Innenminister genehmigt. Es vereinigt die Schlüssel als Attribut des Pfarrpatrons St. Peter mit der Lilie der Herren von Krickenbeck als der einstigen Grundherrschaft. |

## Politik
Seit der kommunalen Neugliederung im Jahr 1970 gehört die ehemals eigenständige Gemeinde Hinsbeck (Kreis Kempen-Krefeld) zur neu gebildeten Stadt Nettetal im Kreis Viersen.
Sitz der auch für Hinsbeck zuständigen Stadtverwaltung und der politischen Gremien ist der benachbarte Stadtteil Lobberich.

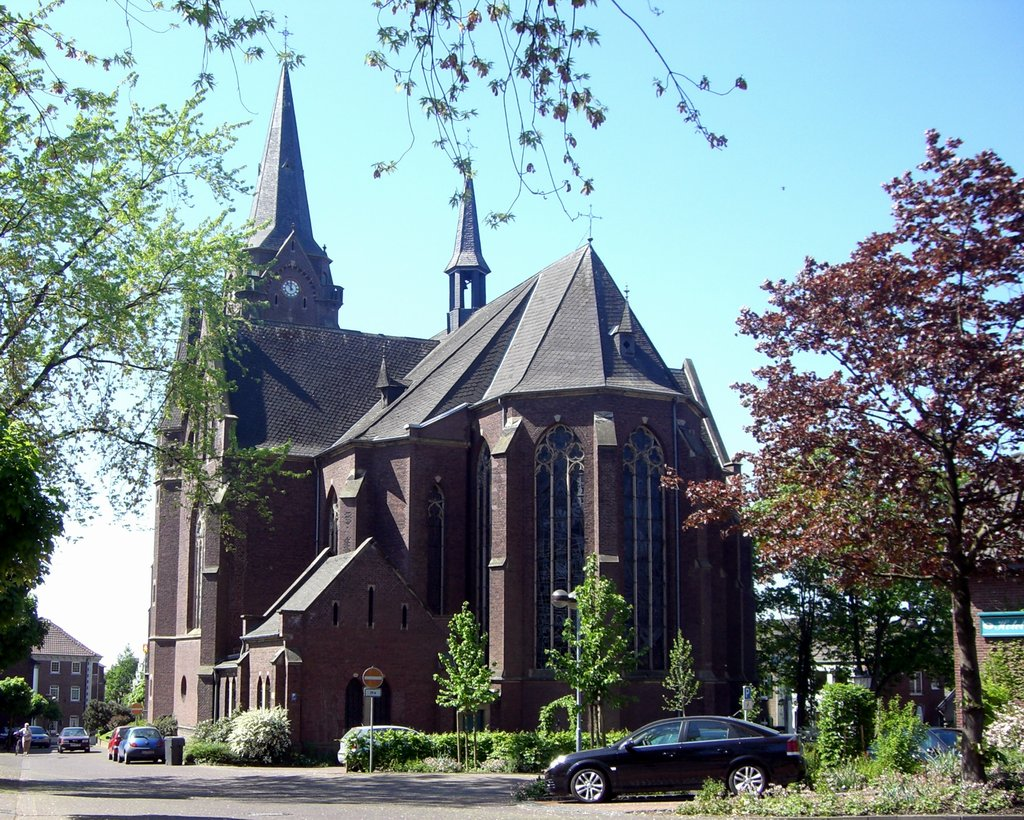
Rückseite der Kirche

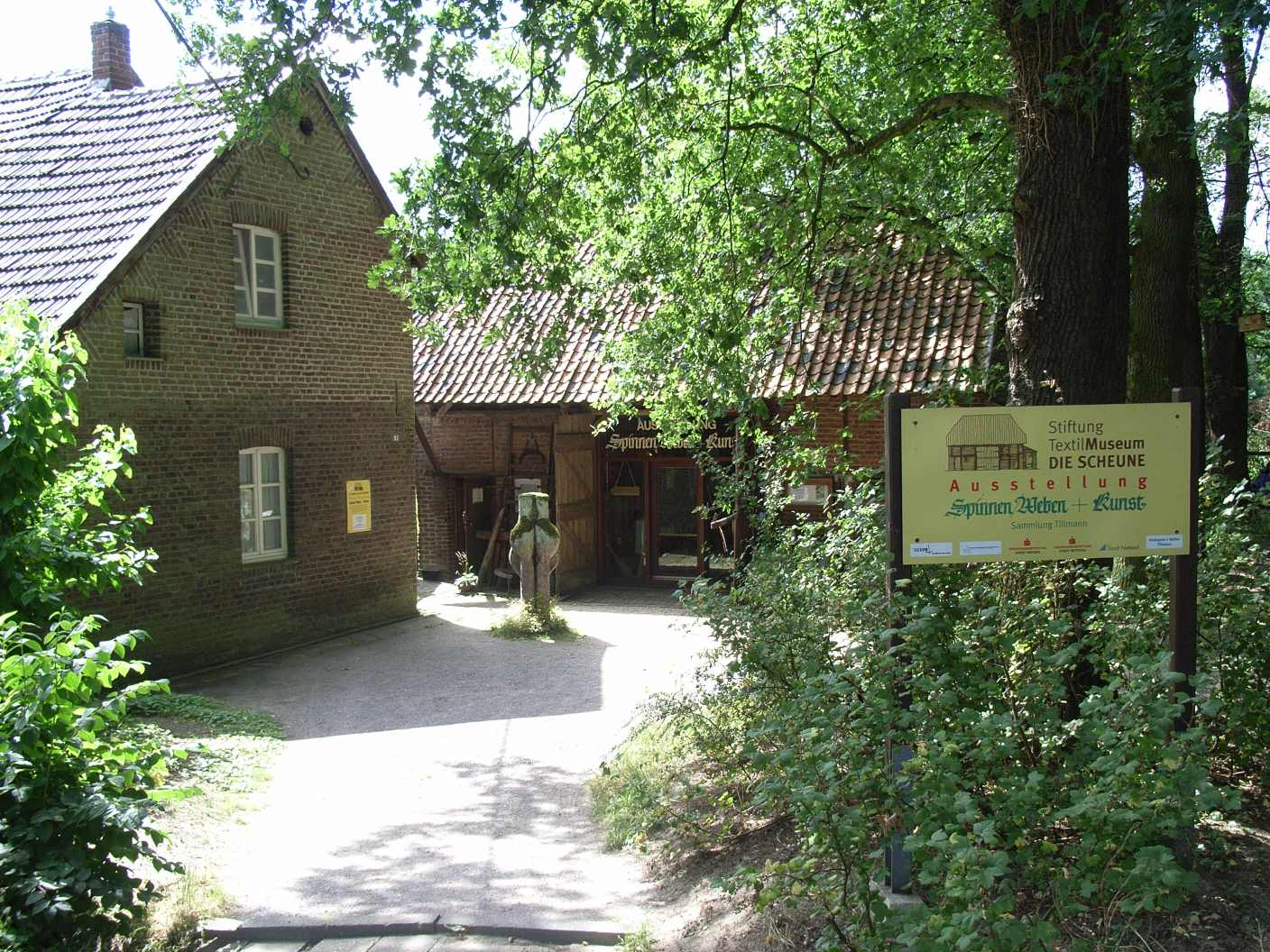
Textilmuseum

## Kultur

### Sehenswürdigkeiten
- Die katholische Pfarrkirche St. Peter wurde von dem Architekten Vincenz Statz in den Jahren 1863 bis 1867 im neugotischen Stil gebaut; der auf einem Hügel stehende Westturm kam 1882 dazu.
- Vom Aussichtsturm Taubenberg (28,8 m) hat man eine Aussicht bis in die Niederlande
- Textilmuseum Die Scheune in Hombergen
- Schloss Krickenbeck an den Krickenbecker Seen
- Die denkmalgeschützte Stammenmühle
- Zwischen 1992 und 2002 entstand der Kunstweg Hinsbeck. 2012 wurde das 25. Kunstwerk aufgestellt.[13]

## Sport
In Hinsbeck gibt es diverse Sportvereine. Größter Sportverein ist mit rund 600 Mitgliedern der 1936 aus dem Turnverein herausgegangene VfL Hinsbeck 1900 e. V. Dieser Breitensportverein betreibt neben Leichtathletik, Turnen, Gymnastik, Tischtennis, Volleyball, Wandern und Nordic-Walking auch modernere Sportarten wie Kung Fu, Pilates und Qigong. Der SC Rhenania Hinsbeck 1919 e. V. ist mit rund 400 Mitgliedern der zweitgrößte Sportverein. Er hat neben einer Fußball- und Trimmabteilung auch eine Breitensportgruppe.

## Persönlichkeiten

### In Hinsbeck geboren
- Arnold Birckmann (?–1541), Buchhändler
- Franz Birckmann (?–1530), Buchhändler
- Peter Berten (1873–1960), Politiker
- Martin Ripkens (1934–2012), Autor, Filmprüfer und Filmregisseur
- Monika Niehaus (* 1951), Schriftstellerin und Biologin
- Elmar Lehnen (* 1965), Organist

### Mit Hinsbeck verbunden
- Jupp Rübsam (1896–1976), Bildhauer
- Heinz Lanser (* 1937), Maler und Zeichner